# Повстання секти Білого лотоса (1796—1804)
Повста́ння се́кти Бі́лого ло́тоса (спрощ.: 川楚白莲教起义; піньїнь: Chuānchŭ báilián-jiào qǐyì) — релігійне визвольне повстання у 1796—1804 роках в Китаї часів маньчжурської династії Цін. Організоване китайською амідаїстською таємною сектою «Білий лотос», що виступала проти панування маньчжурів та переслідування інакодумців. Розпочалося 1796 року. Приводом до повстання стала відмова від сплати податків державним чиновникам. Тривало на території центральнокитайських провінцій — Сичуань, Шеньсі, Хенань та Хубей. Учасники повстання були переважно етнічними китайцями різних вірувань — даоси, буддисти і маніхеї. 1804 року маньчжурська армія династії Цін жорстоко придушила бунтівників, але зазнала великих втрат. Повстання сильно ослабило Цін і спричинило її занепад у 19 столітті. Інша назва — Селянська війна.